# Diemtigen
Diemtigen – gmina (niem. Einwohnergemeinde) w Szwajcarii, w kantonie Berno, w regionie administracyjnym Oberland, w okręgu Frutigen-Niedersimmental. Leży w Berner Oberland.

## Demografia
W Diemtigen mieszkają 2 253 osoby. W 2020 roku 4% populacji gminy stanowiły osoby urodzone poza Szwajcarią.